# الحداد (المضاربة والعارة)

تعديل مصدري - تعديل

الحداد هي إحدى قرى عزلة المضاربة بمديرية المضاربة والعارة التابعة لمحافظة لحج، بلغ تعداد سكانها 35 نسمة حسب تعداد اليمن لعام 2004.